# Маккензи, Шейн
Шейн Маккензи (англ. Shane McKenzie, 4 июля 1973, Аделаида) — австралийский бобслеист, разгоняющий, выступавший за сборную Австралии с 2003 года по 2009-й. Участник зимних Олимпийских игр в Турине, неоднократный призёр национального первенства, различных этапов Кубка наций и Америки. Прежде чем перейти в бобслей, занимался лёгкой атлетикой, также известен как тренер по разгону и общефизической подготовке.

## Биография
Шейн Маккензи родился 4 июля 1973 года в городе Аделаида, штат Южная Австралия. С юных лет увлекался спортом, активно занимался лёгкой атлетикой, в частности, бегал на спринтерские дистанции. В 1992 году ездил от Австралии на молодёжный чемпионат мира, где выступал в беге на 100 м. Позже бегал на профессиональном уровне в нескольких местных австралийских лигах, часто попадал в число призёров на турнирах локального значения. Несмотря на довольно неплохое начало спортивной карьеры, Маккензи перестал прогрессировать и не мог пробиться на крупнейшие международные старты. Поняв, что не сможет добиться здесь сколько-нибудь значимых результатов, в 2003 году по совету знакомого решил попробовать себя в бобслее, прошёл отбор в национальную сборную и присоединился к команде в качестве разгоняющего.
В ноябре 2004 года дебютировал в Кубке мира, с двойкой финишировал тридцать первым на этапе в немецком Винтерберге. За счёт рейтинговых очков с Кубка Северной Америки Маккензи прошёл квалификацию на зимние Олимпийские игры 2006 года в Турин, где в паре с пилотом Джереми Роллстоном занял в двойках двадцать второе место. Затем выступал в бобслее ещё в течение трёх лет, но попадал в основном только на менее значимые соревнования, ничем не улучшив свои персональные достижения. В 2009 году, не выдержав конкуренции в сборной, принял решение завершить карьеру профессионального спортсмена. Некоторое время работал тренером разгона в австралийской женской команде, ныне тренер по физической подготовке в своей собственной компании Speed Clinic. Также является персональным тренером двукратной чемпионки мира по бегу с барьерами Яны Питтман, которая в 2012 году перешла в бобслей.